# (4621) Tambov
(4621) Tambov ist ein Asteroid des inneren Hauptgürtels, der von dem sowjetischen Astronomen Nikolai Tschernych am 17. August 1979 am Krim-Observatorium in Nautschnyj (IAU-Code 095) entdeckt wurde. Unbestätigte Sichtungen des Asteroiden hatte es vorher schon mehrere gegeben: am 16. August 1953 unter der vorläufigen Bezeichnung 1953 QJ an der Landessternwarte Heidelberg-Königstuhl, am 12. August 1964 (1964 PD) am Goethe-Link-Observatorium in Indiana sowie am 25. Mai 1971 (1971 KY) am Krim-Observatorium in Nautschnyj.
Der mittlere Durchmesser des Asteroiden wurde mit 5,741 (±0,248) km berechnet.
Die Sonnenumlaufbahn des Asteroiden ist mit einer Exzentrizität von 0,2114 stark elliptisch. Mittlere Sonnenentfernung (große Halbachse), Exzentrizität und Neigung der Bahnebene des Asteroiden liegen innerhalb der jeweiligen Grenzwerte, die für die Nysa-Gruppe definiert sind, einer nach (44) Nysa benannten Gruppe von Asteroiden (auch Hertha-Familie genannt, nach (135) Hertha).
(4621) Tambov wurde am 25. April 1994 nach der russischen Stadt Tambow benannt.